# Коэн, Дэвид Сэмюэл (телесценарист)
Дэ́вид Сэ́мюэл Ко́эн (англ. David Samuel Cohen, родился 13 июля 1966), он же David X. Cohen — американский телесценарист. Автор сценариев к сериалам «Симпсоны» и «Футурама».

## Молодость
До «Футурамы» Коэн был известен как Дэвид С. Коэн (англ. David S. Cohen). Его родители были биологами, и Дэвид тоже собирался стать учёным. Кроме того, он любил писать и рисовать мультфильмы.

## Образование
Дэвид Коэн окончил Dwight Morrow High School в Инглвуде, штат Нью-Джерси, где вёл юмористическую колонку в школьной газете и был членом местной команды по математике. После этого Коэн учился одновременно в Гарвардском университете, где получил степень бакалавра искусств по физике, и в Беркли, где получил степень магистра компьютерных наук. 
Наиболее известная академическая публикация Коэна касается теоретической проблемы блинной сортировки, о которой также писал в своей научной работе Билл Гейтс.

## Писательская карьера
После трёх лет учёбы Коэн взял академический отпуск и стал писать пробные телесценарии. В 1992 году он получил задание написать сценарии к двум ранним эпизодам сериала «Бивис и Баттхед». В 1993 году Коэн начал работать над «Симпсонами», став автором или соавтором 13 эпизодов. Примерно через пять лет Коэн вместе с Мэттом Грейнингом занялся новым сериалом «Футурама», где был сценаристом или соавтором шести эпизодов и исполнительным продюсером и главным сценаристом всего сериала.

### Список работ
Коэн является автором или соавтором следующих эпизодов:
- Futurama: «Space Pilot 3000», «Xmas Story», «Anthology of Interest I», «Anthology of Interest II» и «The Why Of Fry». Соавтор: «The Day the Earth Stood Stupid» и DVD-фильмов «Bender's Big Score», «The Beast with a Billion Backs», «Bender's Game» (история и часть 4 телесценария) и «Into the Wild Green Yonder».
- The Simpsons: «Treehouse of Horror V» («Nightmare Cafeteria»), «Lisa the Vegetarian», «Treehouse of Horror VI» («Homer³»), «22 Short Films About Springfield» (co-contributor), «Much Apu About Nothing», «Treehouse of Horror VII» («Citizen Kang»), «The Itchy & Scratchy & Poochie Show», «The Simpsons Spin-Off Showcase» («Chief Wiggum, P.I.»), «Treehouse of Horror VIII» («Fly vs. Fly»), «Lisa the Skeptic», «Das Bus», «Bart the Mother» и «Treehouse of Horror IX» («Starship Poopers»).
- Бивис и Баттхед: «Couch Fishing» и «Plate Frisbee».
- Считается автором слова cromulent («нормальный, допустимый»), которое распространилось после его появления в эпизоде «Симпсонов» «Lisa the Iconoclast».

## Смена имени
После вступления работников студий популярных американских мультсериалов в профсоюзы в 1998 году Дэвид был вынужден сменить имя, потому что уже существовал один Дэвид С. Коэн (David Steve Cohen), а Западная американская гильдия писателей не позволяла двум членам носить одинаковые имена. Он выбрал X («экс»), потому что это звучало «научнофантастично». 

## «Футурама»

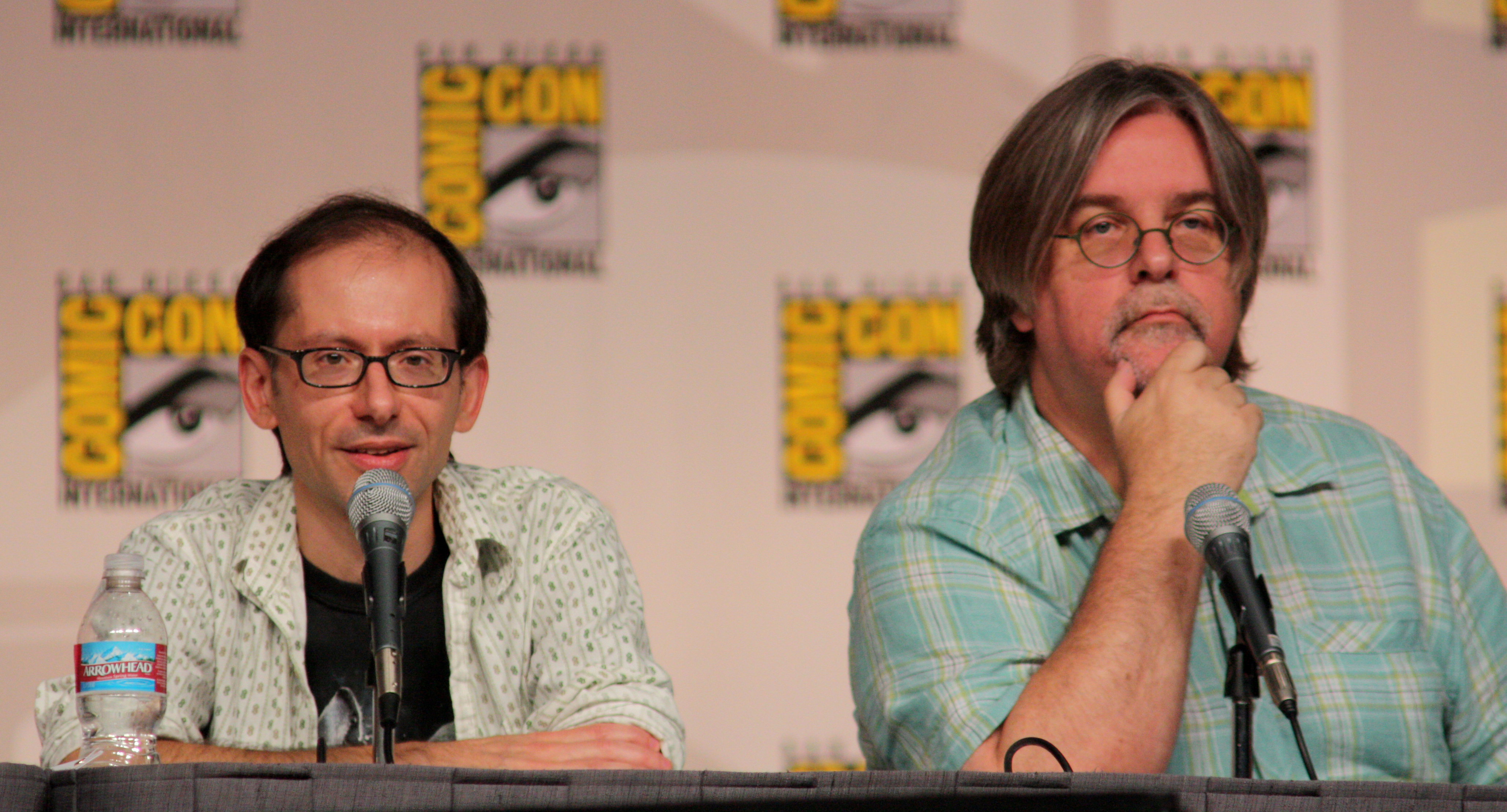
Коэн и Мэтт Грейнинг на стенде «Футурамы» на выставке Comic-Con 2009.

Коэн был одним из создателей «Футурамы» вместе с создателем «Симпсонов» Мэттом Грейнингом. Коэн работал автором сценария, исполнительным продюсером и директором по голосам сериала. Он также был директором по голосам видеоигры «Футурама».
Помимо этого, он нарисовал одного из роботов в робо-стрип-клубе, что, как он сказал, «было его единственным художественным вкладом в сериал». 
Он появлялся в качестве двух коротких ролей-камео в мультфильмах. Первый раз в эпизоде «Футурамы» «A Bicyclops Built for Two», среди других людей, работающих над шоу, и второй раз в «I Dated a Robot» среди публики eBay. Он также появлялся в рисованном виде в эпизоде «Симпсонов» «The Itchy & Scratchy & Poochie Show».

## Личный вкус
Любимое кино Коэна — «Доктор Стрейнджлав». Также он поклонник «Star Trek: Deep Space Nine», «The Sopranos», «Curb Your Enthusiasm», «South Park» и «King of the Hill». Из музыки он любит Cypress Hill (поэтому «Сайпресс Хилл» появились в эпизоде «Симпсонов» «Homerpalooza»), Beastie Boys (появились в эпизоде «Футурамы» «Hell Is Other Robots») и Led Zeppelin, что показано во многих комментариях на Simpsons DVD. Согласно приложению на DVD «Bender's Game», он коллекционирует додекаэдры.